# Карданахі
Карданахі (груз. კარდანახი) — село в Грузії. Знаходиться в Гурджаанському муніципалітеті краю Кахетія.

## Природні умови та населення
Висота над рівнем моря становить 510 метрів. Населення — 3873 осіб (2014).
Національний склад: 99,7 % — грузини.

## Відомі уродженці
- Берошвілі Володимир Ліванович (1906–1943) — молодший лейтенант Робітничо-селянської Червоної Армії, учасник німецько-радянської війни, Герой Радянського Союзу (1943).